# ALMS-Saison 2011
Die American Le Mans Series 2011 begann mit dem 12-Stunden-Rennen von Sebring am 19. März 2011 und endete mit dem Petit Le Mans am 1. Oktober 2011 auf der Road Atlanta.

## Ergebnisse

### Rennkalender
Gesamtsieger sind fett hervorgehoben.
| Nr. | Datum         | Rennname / Rennstrecke                                        | Klasse | Team                      | Sieger                                               | Fahrzeug               |
| --- | ------------- | ------------------------------------------------------------- | ------ | ------------------------- | ---------------------------------------------------- | ---------------------- |
| 1   | 19. März      | 12-Stunden-Rennen von Sebring Sebring International Raceway   | LMP1   | Team Oreca Matmut         | Nicolas Lapierre Loïc Duval Olivier Panis            | Peugeot 908 HDi FAP    |
| 1   | 19. März      | 12-Stunden-Rennen von Sebring Sebring International Raceway   | LMP2   | Level 5 Motorsports       | Scott Tucker Ryan Hunter-Reay Luis Díaz              | Lola B11/40            |
| 1   | 19. März      | 12-Stunden-Rennen von Sebring Sebring International Raceway   | LMPC   | Genoa Racing              | Jens Petersen Dane Cameron Mike Guasch               | Oreca FLM09            |
| 1   | 19. März      | 12-Stunden-Rennen von Sebring Sebring International Raceway   | GT     | BMW Team RLL              | Dirk Müller Andy Priaulx Joey Hand                   | BMW M3 E92             |
| 1   | 19. März      | 12-Stunden-Rennen von Sebring Sebring International Raceway   | GTC    | Black Swan Racing         | Tim Pappas Sebastiaan Bleekemolen Damien Faulkner    | Porsche 997 GT3 Cup    |
|     |               |                                                               |        |                           |                                                      |                        |
| 2   | 16. April     | 2-Stunden-Rennen von Long Beach Long Beach Grand Prix Circuit | LMP1   | Muscle Milk AMR           | Klaus Graf Lucas Luhr                                | Lola-Aston Martin LMP1 |
| 2   | 16. April     | 2-Stunden-Rennen von Long Beach Long Beach Grand Prix Circuit | LMP2   | Level 5 Motorsports       | Scott Tucker Christophe Bouchut                      | Lola B11/40            |
| 2   | 16. April     | 2-Stunden-Rennen von Long Beach Long Beach Grand Prix Circuit | LMPC   | CORE Autosport            | Gunnar Jeannette Ricardo González                    | Oreca FLM09            |
| 2   | 16. April     | 2-Stunden-Rennen von Long Beach Long Beach Grand Prix Circuit | GT     | BMW Team RLL              | Dirk Müller Joey Hand                                | BMW M3 E92             |
| 2   | 16. April     | 2-Stunden-Rennen von Long Beach Long Beach Grand Prix Circuit | GTC    | Black Swan Racing         | Tim Pappas Jeroen Bleekemolen                        | Porsche 997 GT3 Cup    |
|     |               |                                                               |        |                           |                                                      |                        |
| 3   | 19. Juli      | 2,45-Stunden-Rennen von Lime Rock Lime Rock Park              | LMP1   | Dyson Racing              | Chris Dyson Guy Smith                                | Lola B08/80            |
| 3   | 19. Juli      | 2,45-Stunden-Rennen von Lime Rock Lime Rock Park              | LMP2   | kein Starter              |                                                      |                        |
| 3   | 19. Juli      | 2,45-Stunden-Rennen von Lime Rock Lime Rock Park              | LMPC   | Genoa Racing              | Eric Lux Elton Julian                                | Oreca FLM09            |
| 3   | 19. Juli      | 2,45-Stunden-Rennen von Lime Rock Lime Rock Park              | GT     | BMW Team RLL              | Dirk Müller Joey Hand                                | BMW M3 E92             |
| 3   | 19. Juli      | 2,45-Stunden-Rennen von Lime Rock Lime Rock Park              | GTC    | TRG                       | Dion von Moltke Mike Piera                           | Porsche 997 GT3 Cup    |
|     |               |                                                               |        |                           |                                                      |                        |
| 4   | 24. Juli      | 2,45-Stunden-Rennen von Mosport Mosport International Raceway | LMP1   | Muscle Milk AMR           | Klaus Graf Lucas Luhr                                | Lola-Aston Martin LMP1 |
| 4   | 24. Juli      | 2,45-Stunden-Rennen von Mosport Mosport International Raceway | LMP2   | kein Starter              |                                                      |                        |
| 4   | 24. Juli      | 2,45-Stunden-Rennen von Mosport Mosport International Raceway | LMPC   | CORE Autosport            | Gunnar Jeannette Ricardo González                    | Oreca FLM09            |
| 4   | 24. Juli      | 2,45-Stunden-Rennen von Mosport Mosport International Raceway | GT     | Corvette Racing           | Oliver Gavin Jan Magnussen                           | Corvette C6.R GT2      |
| 4   | 24. Juli      | 2,45-Stunden-Rennen von Mosport Mosport International Raceway | GTC    | TRG                       | Duncan Ende Spencer Pumpelly                         | Porsche 997 GT3 Cup    |
|     |               |                                                               |        |                           |                                                      |                        |
| 5   | 6. August     | 2,45-Stunden-Rennen von Mid-Ohio Mid-Ohio Sports Car Course   | LMP1   | Muscle Milk AMR           | Klaus Graf Lucas Luhr                                | Lola-Aston Martin LMP1 |
| 5   | 6. August     | 2,45-Stunden-Rennen von Mid-Ohio Mid-Ohio Sports Car Course   | LMP2   | kein Starter              |                                                      |                        |
| 5   | 6. August     | 2,45-Stunden-Rennen von Mid-Ohio Mid-Ohio Sports Car Course   | LMPC   | Intersport Racing         | Kyle Marcelli Tomy Drissi                            | Oreca FLM09            |
| 5   | 6. August     | 2,45-Stunden-Rennen von Mid-Ohio Mid-Ohio Sports Car Course   | GT     | Team Falken Tire          | Wolf Henzler Bryan Sellers                           | Porsche 997 GT3 RSR    |
| 5   | 6. August     | 2,45-Stunden-Rennen von Mid-Ohio Mid-Ohio Sports Car Course   | GTC    | TRG                       | Duncan Ende Spencer Pumpelly                         | Porsche 997 GT3 Cup    |
|     |               |                                                               |        |                           |                                                      |                        |
| 6   | 20. August    | 4-Stunden-Rennen von Road America Road America                | LMP1   | Muscle Milk AMR           | Klaus Graf Lucas Luhr                                | Lola-Aston Martin LMP1 |
| 6   | 20. August    | 4-Stunden-Rennen von Road America Road America                | LMP2   | Level 5 Motorsports       | Scott Tucker Christophe Bouchut Luis Díaz            | Lola B11/40            |
| 6   | 20. August    | 4-Stunden-Rennen von Road America Road America                | LMPC   | PR1 Mathiasen Motorsports | Butch Leitzinger Rudy Junco                          | Oreca FLM09            |
| 6   | 20. August    | 4-Stunden-Rennen von Road America Road America                | GT     | Risi Competizione         | Toni Vilander Jaime Melo                             | Ferrari 458 Italia GT2 |
| 6   | 20. August    | 4-Stunden-Rennen von Road America Road America                | GTC    | Black Swan Racing         | Tim Pappas Jeroen Bleekemolen                        | Porsche 997 GT3 Cup    |
|     |               |                                                               |        |                           |                                                      |                        |
| 7   | 3. September  | 2,45-Stunden-Rennen von Baltimore Streets of Baltimore        | LMP1   | Dyson Racing              | Steven Kane Humaid Al Masaood                        | Lola B08/80            |
| 7   | 3. September  | 2,45-Stunden-Rennen von Baltimore Streets of Baltimore        | LMP2   | kein Starter              |                                                      |                        |
| 7   | 3. September  | 2,45-Stunden-Rennen von Baltimore Streets of Baltimore        | LMPC   | Intersport Racing         | Kyle Marcelli Tomy Drissi                            | Oreca FLM09            |
| 7   | 3. September  | 2,45-Stunden-Rennen von Baltimore Streets of Baltimore        | GT     | Team Falken Tire          | Wolf Henzler Bryan Sellers                           | Porsche 997 GT3 RSR    |
| 7   | 3. September  | 2,45-Stunden-Rennen von Baltimore Streets of Baltimore        | GTC    | Black Swan Racing         | Tim Pappas Jeroen Bleekemolen                        | Porsche 997 GT3 Cup    |
|     |               |                                                               |        |                           |                                                      |                        |
| 8   | 17. September | 6-Stunden-Rennen von Laguna Seca Laguna Seca Raceway          | LMP1   | Aston Martin Racing       | Adrián Fernández Stefan Mücke Harold Primat          | Lola-Aston Martin LMP1 |
| 8   | 17. September | 6-Stunden-Rennen von Laguna Seca Laguna Seca Raceway          | LMP2   | Level 5 Motorsports       | Scott Tucker Christophe Bouchut Luis Díaz            | HPD ARX-01g            |
| 8   | 17. September | 6-Stunden-Rennen von Laguna Seca Laguna Seca Raceway          | LMPC   | Genoa Racing              | Éric Lux Elton Julian Mike Guasch                    | Oreca FLM09            |
| 8   | 17. September | 6-Stunden-Rennen von Laguna Seca Laguna Seca Raceway          | GT     | Flying Lizard Motorsports | Jörg Bergmeister Patrick Long                        | Porsche 997 GT3 RSR    |
| 8   | 17. September | 6-Stunden-Rennen von Laguna Seca Laguna Seca Raceway          | GTC    | TRG                       | Duncan Ende Spencer Pumpelly Peter Ludwig            | Porsche 997 GT3 Cup    |
|     |               |                                                               |        |                           |                                                      |                        |
| 9   | 1. Oktober    | Petit Le Mans Road Atlanta                                    | LMP1   | Peugeot Sport Total       | Franck Montagny Stéphane Sarrazin Alexander Wurz     | Peugeot 908            |
| 9   | 1. Oktober    | Petit Le Mans Road Atlanta                                    | LMP2   | Level 5 Motorsports       | Scott Tucker Christophe Bouchut João Barbosa         | HPD ARX-01g            |
| 9   | 1. Oktober    | Petit Le Mans Road Atlanta                                    | LMPC   | PR1 Mathiasen Motorsports | Ken Dobson Henri Richard Ryan Lewis                  | Oreca FLM09            |
| 9   | 1. Oktober    | Petit Le Mans Road Atlanta                                    | GT     | AF Corse                  | Giancarlo Fisichella Gianmaria Bruni Pierre Kaffer   | Ferrari 458 Italia GT2 |
| 9   | 1. Oktober    | Petit Le Mans Road Atlanta                                    | GTC    | Black Swan Racing         | Tim Pappas Jeroen Bleekemolen Sebastiaan Bleekemolen | Porsche 997 GT3 Cup    |

## Gesamtsieger
| Klasse | Fahrer                                         | Team                | Hersteller           | Hersteller           | Reifen               | Michelin Green X Challenge | Michelin Green X Challenge |
| Klasse | Fahrer                                         | Team                | Chassis              | Motor                | Reifen               | Chassis                    | Hersteller                 |
| ------ | ---------------------------------------------- | ------------------- | -------------------- | -------------------- | -------------------- | -------------------------- | -------------------------- |
| LMP1   | Guy Smith / Chris Dyson                        | Dyson Racing        | Lola Cars            | Mazda                | Dunlop               | Dyson Racing               | Mazda                      |
| LMP2   | Christophe Bouchut / Scott Tucker              | Level 5 Motorsports | Lola Cars            | nicht ausgeschrieben | Michelin             | Dyson Racing               | Mazda                      |
| LMPC   | Gunnar Jeannette / Ricardo González / Eric Lux | CORE Autosport      | nicht ausgeschrieben | nicht ausgeschrieben | nicht ausgeschrieben | Dyson Racing               | Mazda                      |
| GT     | Dirk Müller / Joey Hand                        | BMW Team RLL        | BMW                  | BMW                  | Michelin             | BMW Team RLL               | BMW                        |
| GTC    | Tim Pappas                                     | Black Swan Racing   | nicht ausgeschrieben | nicht ausgeschrieben | nicht ausgeschrieben | BMW Team RLL               | BMW                        |